# Liste der Stadträte von Zürich
Diese Liste zeigt alle ehemaligen und gegenwärtigen Mitglieder des Stadtrats (der Exekutive) von Zürich seit 1892.

## Parteiabkürzungen
- AL: Alternative Liste
- CVP: Christlichdemokratische Volkspartei (bis 1971 CSP)
- CSP: Christlichsoziale Partei (ab 1971 CVP)
- DP: Demokratische Partei
- EVP: Evangelische Volkspartei
- FDP: Freisinnig-Demokratische Partei
- GLP: Grünliberale Partei
- Grüne: Grüne Partei
- LdU: Landesring der Unabhängigen
- PdA: Partei der Arbeit
- SP: Sozialdemokratische Partei

## Stadträte
| Name                      | Partei                             | Amtszeit  | Geboren | Gestorben | Departement |
| ------------------------- | ---------------------------------- | --------- | ------- | --------- | --- |
| Ruedi Aeschbacher         | EVP                                | 1978–1994 | 1941    |           | Bauamt I |
| Johann Jakob Baumann      | SP                                 | 1928–1954 | 1887    | 1975      | Steuerwesen (1928–1928) Bauwesen I (1928–1935) Industrielle Betriebe (1935–1954)                                             |
| Michael Baumer            | FDP                                | 2018–     | 1974    |           | Departement der Industriellen Betriebe (2018– )                                                                              |
| Jakob Baur                | SVP                                | 1958–1978 | 1917    | 1999      | Schulamt (1958–1978) |
| Hermann Bertschinger      | FDP                                | 1925–1927 | 1878    | 1937      | Finanzwesen (1925–1927) |
| Ernst Bieri               | FDP                                | 1966–1970 | 1920    | 2003      | Finanzamt (1966–1970) |
| Robert Billeter           | FDP                                | 1896–1917 | 1857    | 1917      | Steuerwesen (1896–1900) Finanzwesen (1901–1909) Verwaltungsabteilung des Stadtpräsidenten (1909–1917)                        |
| Arnold Bosshardt          | FDP                                | 1912–1920 | 1871    | 1920      | Schulwesen (1912–1919) Steuerwesen (1919–1922)                                                                               |
| Simone Brander            | SP                                 | 2022–     | 1978    |           | Tiefbau- und Entsorgungsdepartement (2022–)                                                                                  |
| Jean Briner               | SP                                 | 1928–1942 | 1876    | 1967      | Schulwesen (1928–1942) |
| Max Bryner                | SP / Gewerkschaftsbund             | 1978–1986 | 1920    | 1994      | Gesundheits- und Wirtschaftsamt (1978–1986)                                                                                  |
| Emil Buomberger           | CSP                                | 1933–1938 | 1877    | 1939      | Polizeiwesen (1933–1938) |
| Heinrich Burkhardt        | FDP                                | 1970–1978 | 1918    | 1978      | Bauamt I (1970–1978) Schulamt (1978–1978)                                                                                    |
| Kurt Egloff               | SVP                                | 1982–1990 | 1932    | 2019      | Schulamt (1982–1990) |
| H. Friedrich Erismann     | SP                                 | 1901–1915 | 1842    | 1915      | Gesundheitswesen (1901–1915)                                                                                                 |
| Josef Estermann           | SP                                 | 1990–2002 | 1947    |           | Präsidialabteilung (1990–2002)                                                                                               |
| Hugo Fahrner              | FDP                                | 1982–1986 | 1931    | 2013      | Bauamt II (1982–1986) |
| Edwin Frech               | SP                                 | 1966–1982 | 1916    | 1988      | Bauamt II (1966–1982) |
| Hans Frick                | LdU                                | 1970–1990 | 1930    |           | Polizeiamt (1970–1990) |
| Joseph Benjamin Fritschi  | DP                                 | 1892–1914 | 1842    | 1916      | Gesundheitswesen (1892–1898) Schulwesen (1898–1904) Bauwesen II (1904–1914)                                                  |
| Ruth Genner               | Grüne                              | 2008–2014 | 1956    |           | Tiefbau- und Entsorgungsdepartement (2008–2014)                                                                              |
| Raphael Golta             | SP                                 | 2014–     | 1975    |           | Sozialdepartement (2014– )                                                                                                   |
| Johann Caspar Grob        | DP                                 | 1892–1901 | 1841    | 1901      | Schulwesen (1892–1898) Finanzwesen (1898–1901)                                                                               |
| Jakob Anton Gschwend      | SP                                 | 1922–1942 | 1882    | 1952      | Vormundschafts- und Armenwesen / Wohlfahrsamt (1922–1942)                                                                    |
| Hermann Häberlin          | FDP                                | 1920–1932 | 1862    | 1938      | Gesundheitswesen (1920–1932)                                                                                                 |
| Elias Hasler              | DP                                 | 1892–1907 | 1842    | 1923      | Finanzwesen (1892–1898) Vormundschaftswesen (1898–1901) Steuerwesen (1901–1907)                                              |
| Andreas Hauri             | GLP                                | 2018–     | 1966    |           | Gesundheits- und Umweltdepartement (2018–)                                                                                   |
| Joachim Hefti             | FDP                                | 1931–1942 | 1876    | 1949      | Bauamt II (1931–1942) |
| Anton Higi                | CSP                                | 1938–1946 | 1885    | 1951      | Polizeiamt (1938–1946) |
| Ernst Höhn                | DP                                 | 1925–1928 | 1876    | 1928      | Polizeiwesen (1925–1928) Steuerwesen (1928–1928)                                                                             |
| Alois Holenstein          | CSP                                | 1950–1970 | 1906    | 1989      | Bauamt I (1950–1960) Gesundheits- und Wirtschaftsdepartement (1960–1970)                                                     |
| Otto Hungerbühler         | FDP                                | 1928–1931 | 1886    | 1937      | Steuerwesen (1928–1931) |
| Jürg Kaufmann             | SP / Gewerkschaftsbund / parteilos | 1974–1992 | 1929    | 2008      | Industrielle Betriebe (1974–1992)                                                                                            |
| Niklaus Bernhard Kaufmann | SP                                 | 1923–1938 | 1873    | 1940      | Steuerwesen (1923–1928) Finanzwesen / Finanzamt (1928–1938)                                                                  |
| Hans Kern                 | DP                                 | 1914–1925 | 1867    | 1940      | Bauwesen II (1914–1919) Polizeiwesen (1919–1925)                                                                             |
| Emil Klöti                | SP                                 | 1907–1942 | 1877    | 1963      | Steuerwesen (1907–1909) Finanzwesen (1909–1910) Bauwesen I (1910–1928) Verwaltungsabteilung des Stadtpräsidenten (1928–1942) |
| Ursula Koch               | SP                                 | 1986–1998 | 1941    |           | Bauamt II / Hochbaudepartement (1986–1998)                                                                                   |
| Johann August Koller      | DP                                 | 1885–1896 | 1844    | 1896      | O.A. (1885–1892) Steuerwesen (1892–1896)                                                                                     |
| Max Koller                | CVP                                | 1970–1982 | 1920    | 1999      | Finanzamt (1970–1982) |
| Johann Gustav Kruck       | FDP                                | 1917–1934 | 1875    | 1934      | Steuerwesen (1917–1919) Bauwesen II / Industrielle Betriebe (1919–1934)                                                      |
| Willy Küng                | CSP                                | 1982–2002 | 1942    |           | Finanzamt/Finanzdepartement (1982–2002)                                                                                      |
| Robert Kunz               | DP                                 | 1935–1942 | 1897    | 1971      | Gesundheitsamt (1935–1942)                                                                                                   |
| Emil Landolt              | FDP                                | 1942–1966 | 1895    | 1995      | Schulamt (1942–1949) Verwaltungsabteilung des Stadtpräsidenten (1949–1966)                                                   |
| Otto Lang                 | SP                                 | 1915–1920 | 1863    | 1936      | Steuerwesen (1915–1920) |
| Gerold Lauber             | CVP                                | 2006–2018 | 1956    |           | Schul- und Sportdepartement (2006–2018)                                                                                      |
| Elmar Ledergerber         | SP                                 | 1998–2009 | 1944    |           | Hochbaudepartement (1998–2002) Präsidialabteilung (2002–2009)                                                                |
| Daniel Leupi              | Grüne                              | 2010–     | 1965    |           | Polizeidepartement (2010–2013) Finanzdepartement (2013– )                                                                    |
| Filippo Leutenegger       | FDP                                | 2014–     | 1952    |           | Tiefbau- und Entsorgungsdepartement (2014–2018) Schul- und Sportdepartement (2018– )                                         |
| Emilie Lieberherr         | SP / Gewerkschaftsbund / parteilos | 1970–1994 | 1924    | 2011      | Sozialamt (1970–1994) |
| Adolf Lüchinger           | SP                                 | 1944–1949 | 1894    | 1949      | Verwaltungsabteilung des Stadtpräsidenten (1944–1949)                                                                        |
| Jakob Lutz                | DP                                 | 1897–1901 | 1845    | 1921      | Bauwesen II (1897–1901) |
| Kathrin Martelli          | FDP                                | 1994–2010 | 1952    |           | Tiefbau- und Entsorgungsdepartement (1994–2002) Hochbaudepartement (2002–2010)                                               |
| Corine Mauch              | SP                                 | 2009–     | 1960    |           | Präsidialabteilung (2009–)                                                                                                   |
| Adolf Maurer              | SP                                 | 1958–1974 | 1911    | 1998      | Finanzamt (1958–1966) Industrielle Betriebe (1966–1974)                                                                      |
| Esther Maurer             | SP                                 | 1998–2010 | 1957    |           | Polizeidepartement (1998–2010)                                                                                               |
| Heinrich Mousson          | FP                                 | 1904–1912 | 1866    | 1944      | Bauwesen II (1904–1904) Schulwesen (1904–1912)                                                                               |
| Ernst Hermann Müller      | DP                                 | 1898–1901 |         |           | Polizeiwesen (1898–1901) |
| Robert Neukomm            | SP                                 | 1990–2010 | 1948    |           | Polizeidepartement (1990–1998) Gesundheits- und Umweltdepartement (1998–2010)                                                |
| Hans Nägeli               | DP                                 | 1907–1928 | 1865    | 1945      | Vormundschaftswesen (1907–1910) Finanzwesen (1910–1917) Verwaltungsabteilung des Stadtpräsidenten (1917–1928)                |
| Claudia Nielsen           | SP                                 | 2010–2018 | 1962    |           | Gesundheits- und Umweltdepartement (2010–2018)                                                                               |
| Wolfgang Nigg             | CVP                                | 1986–1998 | 1934    | 2019      | Gesundheits- und Wirtschaftsamt (1986–1998)                                                                                  |
| Ernst Nobs                | SP                                 | 1942–1944 | 1886    | 1957      | Verwaltungsabteilung des Stadtpräsidenten (1942–1944)                                                                        |
| André Odermatt            | SP                                 | 2010–     | 1960    |           | Hochbaudepartement (2010– )                                                                                                  |
| Heinrich Oetiker          | LdU                                | 1942–1954 | 1886    | 1986      | Bauamt II (1942–1954) |
| Hans Konrad Pestalozzi    | FDP                                | 1881–1909 | 1848    | 1909      | O.A. (1881–1889) Verwaltungsabteilung des Stadtpräsidenten (1889–1909)                                                       |
| Regula Pestalozzi         | FDP                                | 1974–1978 | 1921    | 2000      | Gesundheits- und Wirtschaftsamt (1974–1978)                                                                                  |
| Jakob Peter               | SP                                 | 1938–1958 | 1891    | 1980      | Finanzamt (1938–1958) |
| Paul B. Pflüger           | SP                                 | 1910–1923 | 1865    | 1947      | Vormundschafts- und Armenwesen (1910–1919) Schulwesen (1919–1923)                                                            |
| Ulrich Ribi               | Grütli / EVP                       | 1920–1933 | 1871    | 1933      | Steuerwesen (1920–1923) Schulwesen (1923–1928) Polizeiwesen (1928–1933)                                                      |
| Paul Rütsche              | FDP                                | 1923–1925 | 1872    | 1925      | Finanzwesen (1923–1925) |
| Karin Rykart              | Grüne                              | 2018–     | 1971    |           | Sicherheitsdepartement (2018– )                                                                                              |
| Hans Sappeur              | LdU                                | 1949–1958 | 1897    | 1987      | Schulamt (1949–1958) |
| Heinrich Emil Schneebeli  | FDP                                | 1909–1914 | 1854    | 1914      | Steuerwesen (1909–1914) |
| Johannes Schneider        | DP                                 | 1892–1897 | 1847    | 1897      | Bürgerliche Verwaltung (1892–1896) Bauwesen II (1896–1897)                                                                   |
| Albert Sieber             | FDP                                | 1946–1970 | 1901    | 1974      | Polizeiamt (1946–1970) |
| Otto Sing                 | DP                                 | 1932–1935 | 1870    | 1935      | Gesundheitsamt (1932–1935)                                                                                                   |
| Willy Spühler             | SP                                 | 1942–1960 | 1902    | 1990      | Gesundheits- und Wirtschaftsamt (1942–1960)                                                                                  |
| Erwin Stirnemann          | FDP                                | 1934–1946 | 1885    | 1970      | Bauamt I (1934–1946) |
| Monika Stocker            | Grüne                              | 1994–2008 | 1948    |           | Sozialdepartement (1994–2008)                                                                                                |
| Adolf Streuli             | FDP                                | 1914–1922 | 1914    | 1922      | Steuerwesen (1914–1917) Finanzwesen (1917–1922)                                                                              |
| Johannes Süss             | FDP                                | 1896–1904 | 1844    | 1904      | Bauwesen I (1896–1901) Bauwesen II (1901–1904)                                                                               |
| Walter Thomann            | SP                                 | 1954–1966 | 1901    | 1990      | Industrielle Betriebe (1954–1966)                                                                                            |
| Alfred Traber             | SP                                 | 1919–1922 | 1884    | 1970      | Polizeiwesen (1919–1919) Vormundschafts- und Armenwesen (1919–1922)                                                          |
| Andres Türler             | FDP                                | 2002–2018 | 1957    |           | Departement der Industriellen Betriebe (2002–2018)                                                                           |
| Paul Konrad Emil Usteri   | FDP                                | 1892–1896 | 1853    | 1927      | Bauwesen (1892–1896) |
| Johann Jakob Vogelsanger  | SP                                 | 1892–1919 | 1849    | 1923      | Polizeiwesen (1892–1898) Gesundheitswesen (1898–1901) Vormundschaftswesen (1901–1907) Polizeiwesen (1907–1919)               |
| Martin Vollenwyder        | FDP                                | 2002–2013 | 1953    |           | Finanzdepartement (2002–2013)                                                                                                |
| Thomas Wagner             | FDP                                | 1978–2002 | 1943    |           | Schulamt (1978–1982) Präsidialabteilung (1982–1990) Schulamt (1990–1992) Departement der Industriellen Betriebe (1992–2002)  |
| Johann Heinrich Walcher   | FDP                                | 1892–1898 | 1835    | 1901      | Vormundschaftswesen (1892–1898)                                                                                              |
| Martin Waser              | SP                                 | 2002–2014 | 1954    |           | Tiefbau- und Entsorgungsdepartement (2002–2008) Sozialdepartement (2008–2014)                                                |
| Monika Weber              | LdU / parteilos                    | 1998–2006 | 1943    |           | Schul- und Sportdepartement (1998–2006)                                                                                      |
| Hans Wehrli               | FDP                                | 1992–1998 | 1940    |           | Schulamt (1992–1998) |
| Rudolf Welter             | SP                                 | 1960–1974 | 1911    | 2000      | Bauamt I (1960–1970) Gesundheits- und Wirtschaftsdepartement (1970–1974)                                                     |
| Robert Welti              | FDP                                | 1900–1907 | 1859    | 1940      | Steuerwesen (1900–1901) Polizeiwesen (1901–1907)                                                                             |
| Sigmund Widmer            | LdU                                | 1954–1982 | 1919    | 2003      | Bauamt II (1954–1966) Präsidialabteilung (1966–1982)                                                                         |
| Richard Wolff             | AL                                 | 2013–2022 | 1957    |           | Sicherheitsdepartement (2013–2018) Tiefbau- und Entsorgungsdepartement (2018– 2022)                                          |
| Edgar Woog                | PdA                                | 1946–1949 | 1898    | 1973      | Bauamt I (1946–1949) |
| Melchior Heinrich Wyss    | SP                                 | 1901–1910 | 1854    | 1928      | Bauwesen I (1901–1910) Finanzwesen (1910–1910)                                                                               |
| August Ziegler            | SP                                 | 1942–1970 | 1902    | 1977      | Wohlfahrsamt (1942–1970) |